# Eire Nua
Éire Nua è un gruppo musicale italo-irlandese di musica tradizionale irlandese e scozzese, nato a Torino nel 1985 e tuttora in attività con due dei suoi componenti originali (Ciarán Ward e Marco Giaccaria).

## Storia degli Eire Nua
Il gruppo inizia l'attività nel 1986 con l'incontro tra musicisti italiani ed irlandesi in occasione del festeggiamento del Carnevale organizzato dalla comunità irlandese di Torino. Da questa session si costituisce un sestetto che per anni suona l'aspetto più gioioso della musica celtica tradizionale, quello delle danze scatenate, delle arie trasognate e delle canzoni ora goliardiche, ora impegnate. Questo primo gruppo includeva anche Francesco Colucci (violino e mandolino) ed Andrea Morandini (whistles e uilleann-pipes), oltre a Marco Picca (chitarra e bouzouki) e Joe Quinn (bodhran). Testimonianze di quegli anni sono le due incisioni "Eire Nua" e "2nd", nonché le innumerevoli esibizioni nei pubs e nelle piazze del nord-Italia.
Nel 1996 avviene la svolta: il gruppo si riduce a quartetto, i testi impegnati diventano preponderanti, la musica si fa più raffinata e si mette al servizio della canzone. Viene così registrato "Siochain"; lo spettacolo dai pubs si sposta nei club e nei teatri, e il concerto viene inserito nelle manifestazioni culturali anche di indirizzo classico.
Siochain: il titolo del CD è in lingua gaelica e significa pace. Il messaggio di pace per l'Irlanda del 2000 passa attraverso testi di guerra, emigrazione, amore e speranza. La lingua utilizzata è il gaelico, come l'inglese o lo scozzese. I diciotto brani del CD comprendono, in ogni modo, anche composizioni strumentali.
Nel 1997 l'inserimento del pianoforte di Maria Luisa Martina rende il suono complessivo del gruppo più contemporaneo. Il repertorio si apre a brani strumentali più elaborati e i testi tradizionali vengono affiancati da quelli d'autore, comprese le nostre composizioni. Alla fine del 1999, dopo quasi quattordici anni di attività più o meno intensa, subentra una pausa di riflessione che porta alla nuova formazione nata all'inizio del 2006.

## Formazione
All'inizio del 2006 la formazione del gruppo riprende l'attività con questi componenti:
- Ciarán Ward - voce
- Elisabetta Bigo - voce, tastiere
- Marco Giaccaria - flauto, fiddle, whistles
- Sergio Pugnalin - chitarra, mandolino, voce
- Claudio Dina - bodhrán, fiddle, banjo, autoharp

A marzo del 2007 vi è un ricambio nella formazione - a causa di impegni dei componenti.
La nuova formazione annovera sempre Ciarán Ward e Marco Giaccaria con Francesco Melillo alla chitarra; gli altri musicisti non figurano più stabilmente nella formazione ma continuano a collaborare in forme diverse.